# Зарлі Залапскі
Зарлі Беннетт Залапскі (англ. Zarley Bennett Zalapski; 22 квітня 1968, м. Едмонтон, Канада — 12 грудня 2017) — канадський хокеїст, захисник.
Виступав за Вісконсинський університет (NCAA), «Піттсбург Пінгвінс», «Гартфорд Вейлерс», «Калгарі Флеймс», «Монреаль Канадієнс», ЦСК (Цюрих), «Філадельфія Флайєрс», «Лонг-Біч Айс-Догс» (ІХЛ), «Юта Гріззліс» (ІХЛ), «Х'юстон Аерос» (ІХЛ), «Мюнхен Баронс», ХК «Мерано», ХК «Бйорклевен», «Каламазу Вінгс» (УХЛ), ХК «Рапперсвіль», ХК «Іннсбрук», ХК «Мартіньї», ХК «Вісп», ХК «Кур», ХК «Біль», ХК «Лозанна».
В чемпіонатах НХЛ — 637 матчів (99+285), у турнірах Кубка Стенлі — 48 матчів (4+23).
У складі національної збірної Канади учасник зимових Олімпійських ігор 1988 (8 матчів, 1+3); учасник чемпіонату світу 1987 (10 матчів, 0+3).
Досягнення
- Учасник матчу всіх зірок НХЛ (1993)